# 渝貴線
渝貴線（ゆきせん、中文表記: 渝贵铁路）は中華人民共和国重慶市と貴州省を結ぶ全長345km（重慶市内112km・貴州省内223km）の高速鉄道路線。別名、渝黔線、渝黔高速鉄道または渝貴高速鉄道。

## 概要
在来線である川黔線に並行する高速別線である。旅客が主体だが、コンテナ貨物の輸送も計画されている。

## 歴史
- 2010年12月10日、着工。
- 2018年1月25日、開通。